# حي تونس
حي تونس منطقة سكنية من أحياء مدينة بغداد، في شمال قضاء الأعظمية ضمن مقاطعتين، جنوب شرق مقاطعة سبع أبكار رقم 16، وشمال شرق مقاطعة راغبة خاتون رقم 22، حي تونس مثلث الشكل، يحيط به طريق القناة السريع شرقاً وطريق محمد القاسم للمرور السريع غرباً، حتى سنة 2025 كان بها 4776 وحدة سكنية، وفي المنطقة ثلاث محلّات، محلة رقم 330 شمالاً وهي أحدث المحلات الثلاث وأشهرها وإذا قيل حي تونس فالمقصود غالباً محلة 330، ويقال لها حي تونس آفاق عربية، كما تُسمى الجمعيات، والمحلة الثانية 326 جنوباً، ويقال لها الستمية، وصليخ الستمية والصليخ الجديد، وسابقاً كرود خليل باشا، وبين محلة 330 و 326، تقع محلة 328 التي تنقسم قسمين، الأول شريط سكني، يبدأ جنوباً من شارع ال600، وينتهي شمالاً عند مدرسة الناصر الابتدائية محاذياً لبستان إبراهيم اليهودي، يحدّ هذا الشريط شرقاً قناة الجيش وبدالة سبع أبكار ويحدّه غرباً طريق محمد القاسم، والقسم الثاني من محلة 328 شمالاً هي أرض زراعية، يقع في جزء منها بستان إبراهيم اليهودي.

## التأسيس

حدود حي تونس بالخط الأزرق الغامق والمحلات التي فيه والمناطق المحيطة

كانت أرض حي تونس ابتداء من بستان إبراهيم اليهودي جنوباً إلى آفاق عربية شمالاً، كانت جزءاً من محلة بيت السعيّد في مقاطعة سبع أبكار، وفي السبعينات اشترى خير الله طلفاح تلك الأرض [بحاجة لمصدر] وحوّلَ صنفها إلى الصنف السكني، وأنشأ جمعية للإسكان لتلك المنطقة، كان مكتب الجمعية مجاوراً لمحل أحذية باتا في محلة النصة بالأعظمية بشارع الإمام الأعظم قرب النفق، ولذلك سُميت حي تونس منطقة الجمعيات، وابتدأ البناء والسكن فيها بعد سنة 1980م، [بحاجة لمصدر] أما محلة 326 من حي تونس فهي قديمة مُلحقة بحي تونس وكانت محلة 326 ضمن منطقة كرود خليل باشا، ثم اشتهرت باسم الستمية لأن مساحة أكثر بيوتها 600 مربع فما فوق، وفي سنة 1989 استحدثت محلة 328، وقد كانت قبل ذلك محلة 326 ممتدة إلى جزء من موقع محلة 328، وكان شارع ال600 رقمه زقاق 62، فأصبح منذئذٍ زقاق 36. ومحلة 328 كلها تُسمى منطقة ال600، أما محلة 326 فالجزء الجنوبي الشرقي منها يُسمى الصليخ الجديد.

## معالم

جنود الاحتلال الأمريكي سنة 2007 في طريق محمد القاسم وهم ينصبون مفرزة وسط الطريق، وتظهر لافتة مكتوب عليها حي تونس باتجاه الشرق

التكية القادرية الكسنزانية في شرق شارع ال600

في حي تونس عدة معالم بعضها أقدم من تاريخ إنشاء الحي فكانت تُنسب إلى مقاطعة سبع أبكار ومنطقة كرود خليل باشا والصليخ.

### آفاق عربية
أبرز معالم محلة 330 من حي تونس هي دار آفاق عربية، التي أُنشئت سنة 1975، وكانت نائية في منطقة سبع أبكار، ثم بعد إنشاء حي تونس، وإحاطته بالطرق السريعة، أصبحت محلة 330 من حي تونس منطقة شبه معزولة، قلّما تصل إليها سيارات النقل العام، ولذلك يضطر كثير من أهله إلى النزول في سبع أبكار محلة 340 ثم عبور طريق محمد القاسم مشياً فوق جسر مشاة.

### التكية الكسنزانية
التكية القادرية الكسنزانية في جنوب شرق محلة 328، قرب قناة الجيش.

### مدارس
- متوسطة بلال الحبشي للبنين: محلة 326، زقاق 69.[9][10]
- مدرسة فهمي سعيد الابتدائية: محلة 330/، زقاق 79، آفاق عربية
- ثانوية الاستقلال للبنات: محلة 330، زقاق 28، آفاق عربية
- مدرسة زهور بغداد الابتدائية، في محلة 330.[11]
- مدرسة المعري الابتدائية: محلة 326، زقاق 36 قرب نادي الصليخ
- مدرسة الناصر الابتدائية: محلة 328، زقاق 14 قرب جامع الحاج نجيب
- إعدادية الكرامة: محلة 326
- مدرسة عائشة الابتدائية المختلطة، في محلة 328، شارع بلال الحبشي، تأسست سنة 1960.
- روضة النسرين.[12]
- روضة لقاء العصافير الأهلية.
- روضةالأمير الصغير الأهلية.[13]

## خدمات
- في حي تونس مركز صحي، جُدّدَ سنة 2019، وذُكرَ في يوم افتتاحه في 22 تموز 2019، أن المركز يخدم 4000 عائلة تقريباً.[14]
- حتى سنة 1987م لم يكن في حي تونس أنابيب الصرف الصحي.[15] وليس في حي تونس محطة وقود.[4]